# Marvin da Crewstoa
Marvin (* 1982 in Reutlingen) ist ein deutscher Musiker und Musikproduzent.

## Leben
Nach dem Besuch der Realschule absolvierte er ab 1999 eine Ausbildung zum Bankkaufmann und gründete er das Hip-Hop-Projekt Marvin da Crewstoa. Seine Idee war, einfache Beats mit Parodien, ironischen und paradoxen Texten zu vereinen.
Im Jahr 2007 erhielt Marvin seinen ersten Plattenvertrag beim Independent-Label Ruby Fruit Records. Hier veröffentlichte er 2008 sein Debütalbum Wenn meine Digitaluhr nicht mehr tickt…, das er selbst komponiert und produziert hatte. Lediglich der Mix & Master wurde von Ruby Fruit Records übernommen.
2009 wurde sein Album Wenn meine Digitaluhr nicht mehr tickt… beim Online Musikmagazin Bonsound vorgestellt.
Am 9. Mai 2011 ist sein zweites Album Luxus Crank erschienen. Die Musik ist eine Mischung aus Hip-Hop, Club, Rhythm and Blues und Pop. Auf der CD gibt es zwei Features mit Kaas („Die Orsons“), ein Feature mit Stubenhogga 2.0 und zwei Bonustracks.
Nach langjähriger Pause meldet sich Marvin im Jahr 2018 mit dem Album "Kopfkaputt" zurück. Dieses Mal komplett selbst produziert und nach dem Motto "back to the roots". Es treffen simple hip hop beats im Stil der 90er/2000er auf zynischen Sarkasmus. Die Veröffentlichung fand via youtube statt mit einem free download link. Marvin kündigt in seiner Kanal Info für 2019 bereits ein neues Album an.

## Musik
Marvins Musik ist den Genres Comedy Rap und Hip-Hop zuzuordnen. Die Songtexte sind zweideutig, sarkastisch und ironisch. Für die Präsentation seiner Lyrics nutzt Marvin Rap und Gesang. Er selbst spielt Keyboard und Gitarre und war Songwriter, Leadsänger und Gitarrist der 2007 gegründeten Psychodelic Metal-Band hatstik. Im März 2012 entschied er sich, erstmal keine elektronische Hip-Hop-Musik mehr zu machen, um mehr Zeit in sein Projekt "hatstik" zu investieren.
Im Jahr 2018 feiert er sein Comeback.

## Diskografie
Alben
- 2008: Wenn meine Digitaluhr nicht mehr tickt…
- 2011: Luxus Crank
- 2018: Kopfkaputt

Singles
- 2008: Pop that Pills
- 2009: Don't tell me stories (feat. Stubenhogga)
- 2011: Knusper knusper Fizzel (feat. Kaas)

Sonstige
- 2011: MIXTAPE 2011 mit: Kaas, Illstylez, Key, Dirko, DJ Parkinson
- 2012: MIXTAPE 2012 mit: Koron, Jenny Jenson, Illstylez, EgoZ, SDJ, Lil Spleen, Mo Torres, GBC, Ryan, Link, Rawn, Kaas, Masel Tov, Soroosh

| Personendaten    | Personendaten                        |
| ---------------- | ------------------------------------ |
| NAME             | Crewstoa, Marvin da                  |
| ALTERNATIVNAMEN  | Marvin                               |
| KURZBESCHREIBUNG | deutscher Musiker und Musikproduzent |
| GEBURTSDATUM     | 1982                                 |
| GEBURTSORT       | Reutlingen                           |